# Saison 2 de The Strain
Chronologie
Saison 1 Saison 3
Cet article présente les épisodes de la deuxième saison de la série télévisée américaine The Strain.

## Distribution

### Personnages principaux
- Corey Stoll (VF : Pierre Tessier) : Dr Ephraim Goodweather, membre du Centre pour le contrôle et la prévention des maladies
- David Bradley (VF : Marc Cassot) : Pr Abraham Setrakian
- Mía Maestro (VF : Barbara Delsol) : Dr Nora Martinez
- Kevin Durand (VF : Guillaume Orsat) : Vasiliy Fet, un dératiseur
- Jonathan Hyde (VF : Pierre Dourlens) : Eldritch Palmer, un vieux milliardaire invalide cherchant l'immortalité par tous les moyens
- Richard Sammel : (VF : lui-même) : Thomas Eichhorst, le bras droit du Maître
- Jack Kesy (VF : Jérôme Pauwels puis Christian Visine) : l'hôte du Maître
- Natalie Brown (VF : Hélène Bizot) : Kelly Goodweather, ex-femme d'Ephraim
- Miguel Gomez (VF : Franck Lorrain) : Augustin « Gus » Elizalde, un jeune délinquant
- Max Charles (en) (saison 2) (VF : Jean-Stan DuPac) : Zach Goodweather, le fils de Ephraim et son ex femme Kelly
- Ruta Gedmintas (VF : Laura Blanc) : Dutch Velders, une hackeuse
- Rupert Penry-Jones (VF : Eric Peter) : Monsieur Quinlan

### Personnages récurrents
- Robert Maillet puis Robin Atkin Downes (VF : Patrick Béthune) : « Le Maître » (voix uniquement)
- Roger Cross (VF : Gilles Morvan) : Reginald Fitzwilliam
- Daniel Kash (en) (VF : Patrick Floersheim) : Dr Everett Barnes
- Stephen McHattie (VF : Patrick Osmond) : Vaun
- Jim Watson (VF : Nicolas Djermag) : Setrakian (jeune)
- Lizzie Brocheré (VF : elle-même) : Coco Marchand
- Ron Canada (en) (VF : Benoît Allemane) : le maire George Lyle
- Ron Lea (VF : Philippe Catoire) : Harrisson McGeever, un des cobayes d'Eph et Nora
- Brenda Bazinet (VF : Cathy Cerda) : Pauline McGeever, l'autre cobaye d'Eph et Nora
- Paulino Nunes (es) (VF : Mathieu Buscatto) : Frank Kowalski
- Samantha Mathis (VF : Martine Irzenski) : la conseillère Justine Feraldo
- Joaquín Cosío (es) (VF : Antoine Tomé) : Angel Guzman Hurtado

### Invités
- Sean Astin (VF : Christophe Lemoine) : Jim Kent, un collègue de Nora et Eph au CDC

## Fiche technique

### Réalisateurs
- Guillermo del Toro (2 épisodes)
- J. Miles Dale (en) (2 épisodes)
- Howard Deutch (2 épisodes)
- Kevin Dowling (en) (2 épisodes)
- Phil Abraham (2 épisodes)
- Vincenzo Natali (2 épisodes)
- Gregory Hoblit (1 épisode)
- T. J. Scott (en) (1 épisode)
- Guy Ferland (1 épisode)

### Scénaristes
- Chuck Hogan (4 épisodes)
- Carlton Cuse (3 épisodes)
- Bradley Thompson (3 épisodes)
- David Weddle (3 épisodes)
- Regina Corrado (en) (3 épisodes)
- Liz Phang (2 épisodes)
- Justin Britt-Gibson (1 épisode)

## Épisodes

### Épisode 1:Brooklyn, New York
- États-Unis : 12 juillet 2015 sur FX[1]
- France :
  - 6 octobre 2015 sur Canal+ Séries
  - 12 juillet 2018 sur M6

- États-Unis : 1,664 million de téléspectateurs[2]

### Épisode 2:À tout prix
- États-Unis : 19 juillet 2015 sur FX
- France :
  - 6 octobre 2015 sur Canal+ Séries
  - 19 juillet 2018 sur M6

### Épisode 3:Le Fort de la résistance
- États-Unis : 26 juillet 2015 sur FX
- France :
  - 13 octobre 2015 sur Canal+ Séries
  - 19 juillet 2018 sur M6

### Épisode 4:L'Ange d'argent
- États-Unis : 2 août 2015 sur FX
- France :
  - 13 octobre 2015 sur Canal+ Séries
  - 26 juillet 2018 sur M6

### Épisode 5:Droit au but
- États-Unis : 9 août 2015 sur FX
- France :
  - 20 octobre 2015 sur Canal+ Séries
  - 26 juillet 2018 sur M6

### Épisode 6:Transformation
- États-Unis : 16 août 2015 sur FX
- France :
  - 20 octobre 2015 sur Canal+ Séries
  - 2 août 2018 sur M6

### Épisode 7:Le Gladiateur
- États-Unis : 23 août 2015 sur FX
- France :
  - 27 octobre 2015 sur Canal+ Séries
  - 2 août 2018 sur M6

### Épisode 8:Les Intrus
- États-Unis : 30 août 2015 sur FX
- France :
  - 27 octobre 2015 sur Canal+ Séries
  - 2 août 2018 sur M6

### Épisode 9:L'Attaque de Red Hook
- États-Unis : 6 septembre 2015 sur FX
- France :
  - 3 novembre 2015 sur Canal+ Séries
  - 9 août 2018 sur M6

### Épisode 10:L'Assassin
- États-Unis : 13 septembre 2015 sur FX
- France :
  - 3 novembre 2015 sur Canal+ Séries
  - 9 août 2018 sur M6

### Épisode 11:Sans issue
- États-Unis : 20 septembre 2015 sur FX
- France :
  - 10 novembre 2015 sur Canal+ Séries
  - 9 août 2018 sur M6

### Épisode 12:Crépuscule
- États-Unis : 27 septembre 2015 sur FX
- France :
  - 10 novembre 2015 sur Canal+ Séries
  - 16 août 2018 sur M6

### Épisode 13:Le Dernier voyage
- États-Unis : 4 octobre 2015 sur FX
- France :
  - 10 novembre 2015 sur Canal+ Séries
  - 16 août 2018 sur M6